# Dienst Uitvoering Subsidies aan Instellingen

Logo van de Dienst Uitvoering Subsidies aan Instellingen.

De Dienst Uitvoering Subsidies aan Instellingen (DUS-I) is een overheidsorganisatie verantwoordelijk voor het verlenen van Rijkssubsidies binnen het sociale domein. Hiërarchisch valt de organisatie onder het ministerie van Volksgezondheid, Welzijn en Sport (VWS), maar het voert ook subsidieregelingen uit voor het ministerie van Onderwijs, Cultuur en Wetenschap (OCW).
DUS-I werd halverwege 2016 opgericht om subsidies te verlenen namens de ministeries van Sociale Zaken en Werkgelegenheid (SZW), VWS en OCW. Anderhalf jaar later besloot de directie van SZW een eigen subsidiedienst op te richten.
Het aantal subsidieregelingen nam bij DUS-I elk jaar toe en de dienst was in 2024 verantwoordelijk voor de uitvoering van meer dan 150 regelingen. Het verstrekte in 2023 ongeveer €6,5 miljard euro aan subsidies. DUS-I heeft anno 2024 ruim 360 medewerkers in dienst.

## Soorten subsidies
Bij de uitvoering van subsidieregelingen maakt DUS-I onderscheid tussen VWS- en OCW-subsidies.
VWS-regelingen richten zich meestal op zorginstellingen en sportorganisaties. Voorbeelden zijn:
- Bonusregeling zorgpersoneel COVID-19:[4] bedoeld voor zorgmedewerkers die 'uitzonderlijke prestaties' leverden in de strijd tegen COVID-19.
- Stimulering bouw en onderhoud van sportaccommodaties:[5] amateursportorganisaties kunnen subsidie aanvragen voor de bouw, het onderhoud en het beheer van sportaccommodaties, en de aanschaf en het onderhoud van sportmaterialen.

OCW-subsidies richten zich meestal op de ontwikkeling van het onderwijs, de culturele sector en de emancipatie van bepaalde bevolkingsgroepen. Voorbeelden zijn:
- Regionale aanpak lerarentekort:[6] met deze regeling beoogt het ministerie van OCW het lerarentekort terug te dringen, door middel van financiële steun aan regionale samenwerkingsverbanden in het onderwijs.
- Emancipatie van vrouwen en LHBTI:[7] het ministerie streeft naar de emancipatie van vrouwen en de LHBTI-gemeenschap, om daarmee een gelijke behandeling van alle Nederlanders mogelijk te maken.

Ook particulieren kunnen in een aantal gevallen subsidie aanvragen bij DUS-I, zoals bij de Q-koortsregeling. Veel slachtoffers komen in aanmerking voor een tegemoetkoming, als erkenning voor hun leed als gevolg van de uitbraak van de ziekte in 2007.